# Operation Banner
Als Operation Banner, oder auch kurz Op Banner, bezeichnete das britische Militär einen langjährigen Einsatz im Nordirlandkonflikt. Erklärtes Ziel war es, Nordirland vor einem Bürgerkrieg zu bewahren. Sie begann 1969 und endete offiziell am 31. Juli 2007. Operation Banner war damit die längste aller Operationen der Streitkräfte Großbritanniens.

## Beginn
Als die Ausschreitungen in der Provinz Ulster (Nordirland) zwischen den beiden Konfessionen, Katholiken und Protestanten (Anglikaner und Presbyterianer), durch die Royal Ulster Constabulary nicht mehr einzudämmen waren, erbat der Premierminister Nordirlands James Chichester-Clark Militärpräsenz. Die britischen Truppen wurden anfangs von den katholischen Bürgern als Schutzmacht empfangen und begrüßt, da sie sich ein Ende der Übergriffe loyalistischer Extremisten erhofften. Doch die Stimmung kippte bald. Die Soldaten waren für den Gefechtseinsatz in Übersee ausgebildet, nicht für friedenserhaltende Arbeit im zivilen Umfeld in der Heimat. Als die Provisional IRA und die Official IRA die Armee als Besatzungsmacht bekämpften, versuchte das Militär mit Razzien und Hausdurchsuchungen ihres Gegners Herr zu werden. Dies traf jedoch selten genug die IRA, sondern vielmehr die unbeteiligte Zivilbevölkerung. Die verwendeten Maßnahmen wurden im weiteren Verlauf immer unverhältnismäßiger. Höhepunkt war der Einsatz von britischen Fallschirmjägern am 30. Januar 1972 in Derry, dem Bloody Sunday. Nach einer zunächst friedlichen Demonstration wurden 14 katholische Nordiren durch britische Soldaten erschossen und zahlreiche Demonstranten verletzt.

## Strategie

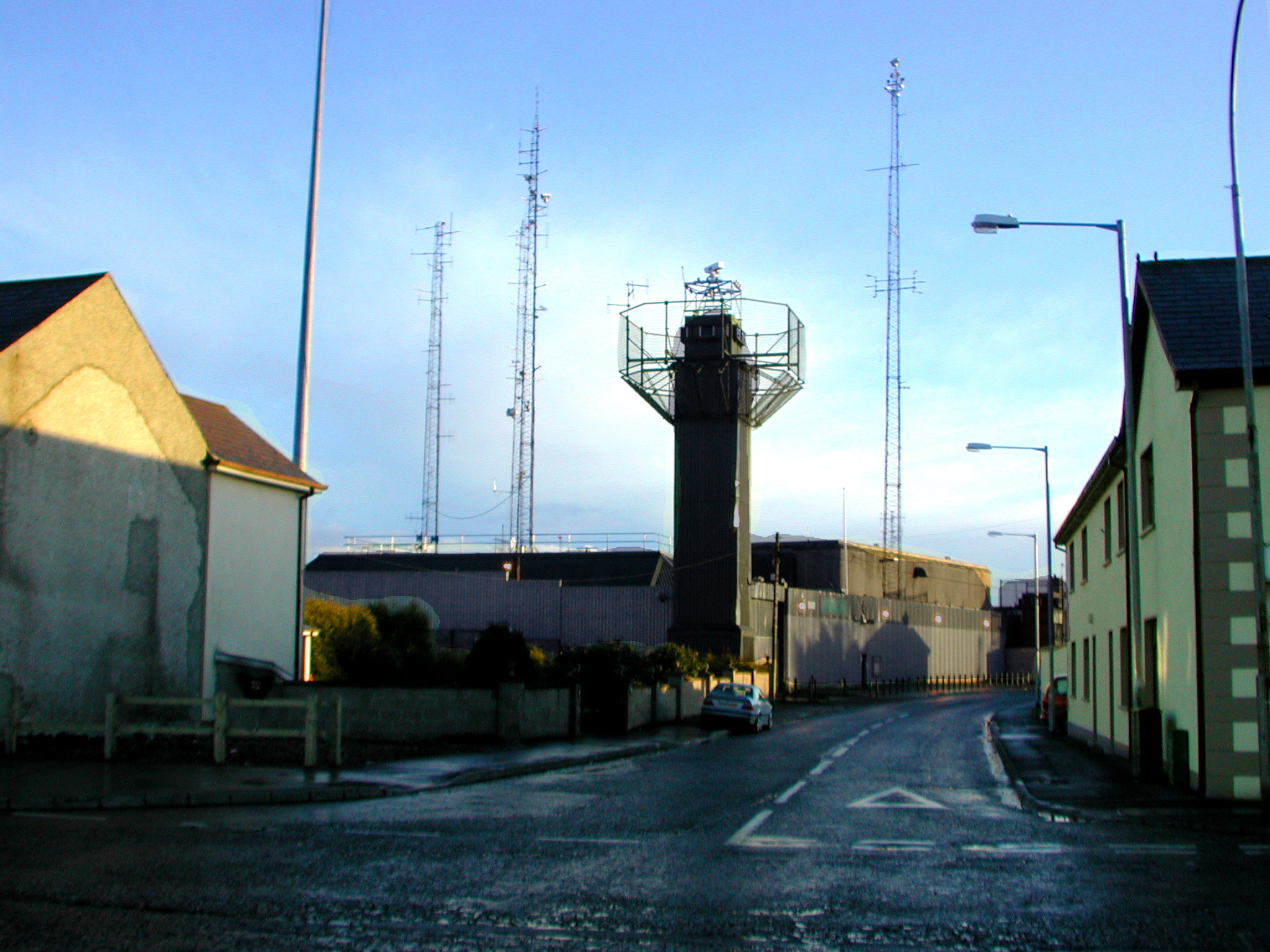
Beobachtungsturm der Armee und der RUC in Crossmaglen, County Armagh (inzwischen wieder demontiert)

Was als kurzfristige Krisenreaktion geplant war, entwickelte sich für das Militär zum Dauereinsatz. An Abzug war aufgrund der chaotischen Zustände nicht zu denken, im Gegenteil, die Truppenstärke stieg immer weiter an und betrug schließlich 28.000 Mann. Es wurde offensichtlich, dass durch massiven Militäreinsatz allein die Provinz nicht zu befrieden war. Man ging dazu über, die IRA stärker zu überwachen, um gezielter gegen sie vorgehen zu können und die katholische Minderheit nicht noch mehr gegen sich aufzubringen. Geheimdienstliche Tätigkeit bekam größere Bedeutung, überall in Ulster entstanden deshalb stark befestigte Beobachtungstürme und Straßenkontrollpunkte, die den Handlungsspielraum der IRA einschränkten. Es entspann sich ein erbitterter Kleinkrieg, der über drei Jahrzehnte dauern und 763 Soldaten das Leben kosten sollte, fast dreimal mehr als im Falklandkrieg. Durch eingeschleuste Informanten gerieten die IRA-Einheiten in den Städten, wie die Belfast Brigade und Derry Brigade, schließlich zwar an den Rand der Handlungsunfähigkeit. Jedoch erwiesen sich die IRA-Einheiten in den ländlichen Gebieten, wie die South Armagh Brigade und East Tyrone Brigade, als hartnäckige und nicht zu besiegende Gegner. Erst gegen Ende der 1990er Jahre bestand mit dem Waffenstillstand der meisten paramilitärischen Gruppen (Ausnahmen: die Splittergruppen Continuity IRA und Real IRA halten bis heute am Kriegszustand fest) und dem Karfreitagsabkommen eine reale Chance für eine friedliche Lösung des Nordirlandkonfliktes.

## Ende
Als vertrauensbildende Maßnahme wurden IRA-Häftlinge aus der Haft entlassen und die Truppenstärke in Ulster kontinuierlich verringert. Die Erhaltung der Sicherheit auf den Straßen ging mehr und mehr an die reformierte Polizei über, dem Police Service of Northern Ireland. Schließlich wurden als deutlichstes Zeichen der Befriedung die Beobachtungstürme demontiert und die meisten Armeegarnisonen geschlossen. Derzeit sind noch 5000 Soldaten in Nordirland stationiert, welche nach dem Ende der Operation stufenweise abgezogen werden sollen.
Ein internes Dokument der britischen Armee, das im Jahr 2007 veröffentlicht wurde, beinhaltete ein Gutachten, das feststellte, dass die britische Armee es zwar nicht schaffte die IRA mit militärischen Mitteln zu besiegen, doch sie 'zeigte der IRA auf, dass sie ihre Ziele nicht durch Gewalt erreichen kann'. Die militärische Bewertung beschreibt die IRA als 'professionell, engagiert, hoch qualifiziert und widerstandsfähig'.